# 両国広小路

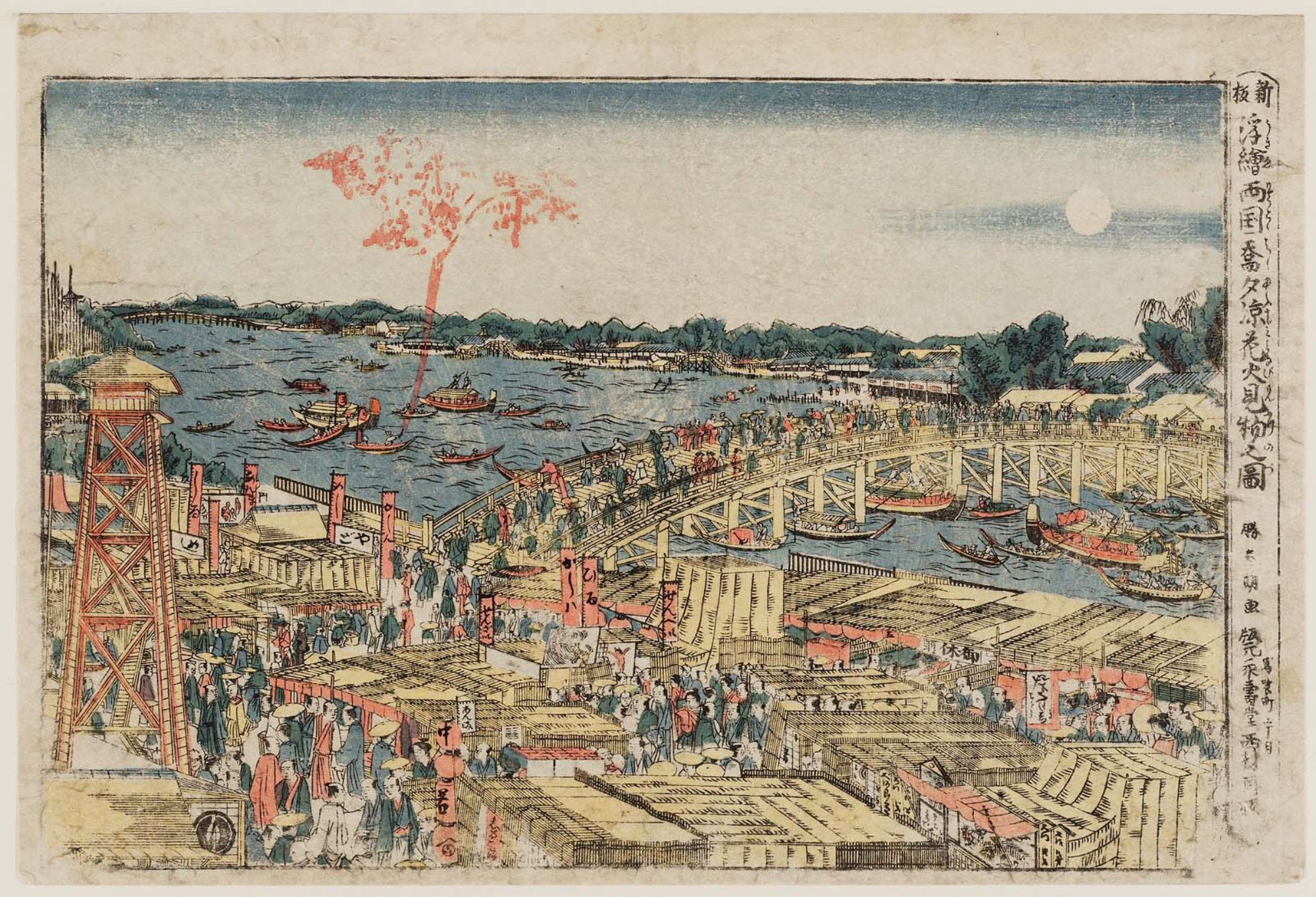
小屋掛けの露店が集まる両国広小路の様子。浮世両国橋夕涼花火見物之図　葛飾北斎画　1780

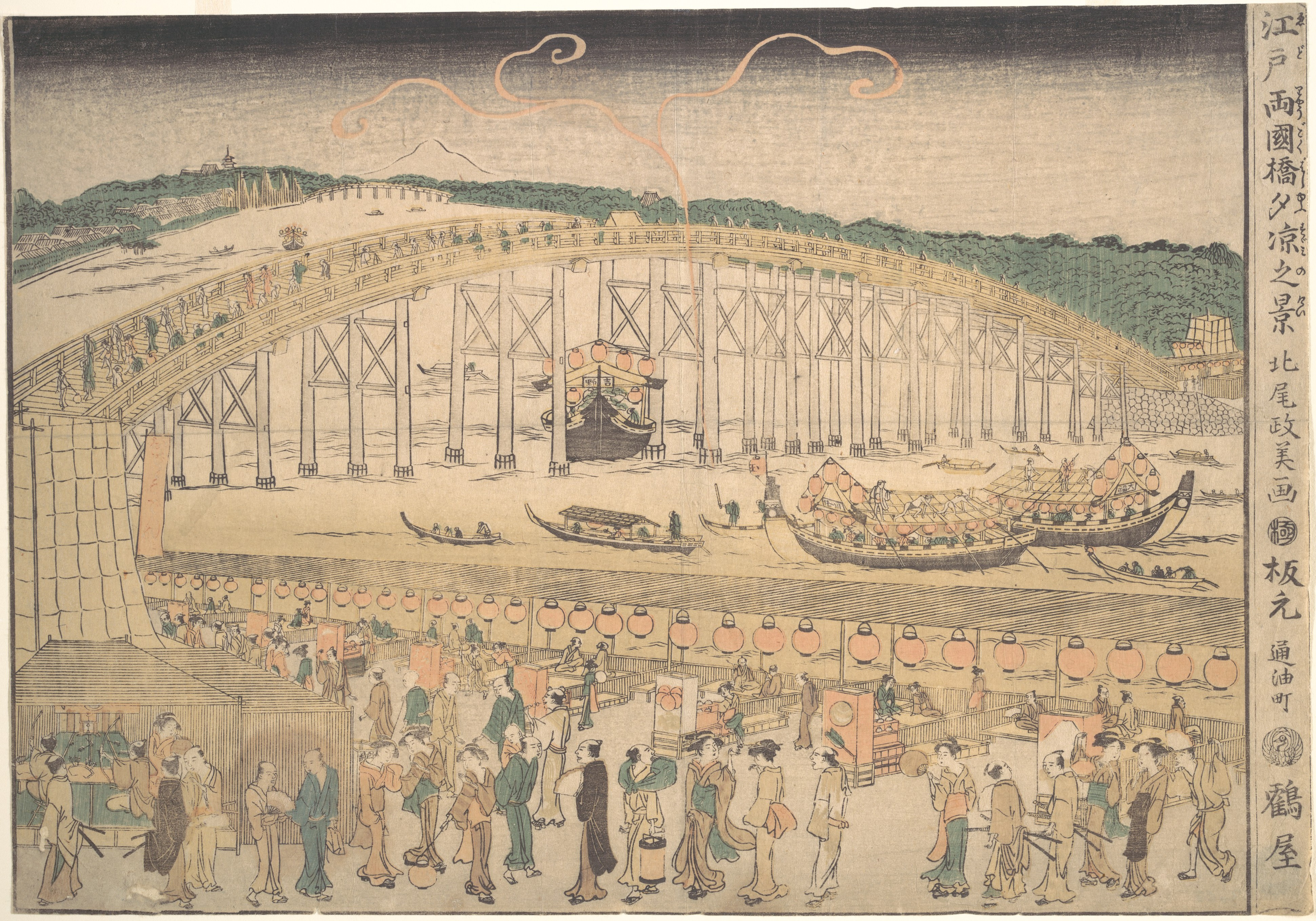
手前に広小路。江戸両国橋夕涼之景　北尾政美画

両国広小路（りょうごくひろこうじ）は、隅田川に架かる両国橋西詰に設けられていた広場。重要な交通手段である橋の交通を守るために火除地（ひよけち）として扱われたため、常設の建物は作られなかった。現在の中央区東日本橋二丁目のことを指す。

## 歴史
江戸幕府は防備の面から隅田川への架橋は千住大橋以外認めてこなかった。しかし1657年（明暦3年）の明暦の大火の際に、橋が無く逃げ場を失った多くの江戸市民が火勢にのまれ、10万人に及んだと伝えられるほどの死傷者を出す。事態を重く見た老中・酒井忠勝らの提言により、防火・防災目的のために架橋を決断することになる。木製の橋への類焼を防ぐため、火除地として広小路は作られた。地名としての「両国」は、隅田川西側の武蔵国側を多くは指し、対岸の（現在の両国である）旧下総国側（墨田区側）を「向両国（むこうりょうごく）」（東両国とも）と呼んだ。

## 興行の町・繁華街としての両国広小路
江戸の街中にポッカリと穴が開いたように空き地があれば、人は無断利用するのが当然で、すぐに目的外使用が始まり、仮設の見世物小屋（ ヒラキと呼んだ）（現在の相撲・飲食店含む）が立ち並び、「両国広小路」と「浅草寺裏」は、江戸一番の盛り場（歓楽街）として、江戸時代期から明治時代初期を通して繁盛した。将軍が鷹狩りに出るときなどは、両国の全ての見世物小屋がきれいに無くなって、本来の火除地の姿に戻った。江戸三大広小路のひとつにあげられる。この姿は江戸東京博物館のジオラマ模型展示で再現されている。
『江戸砂子』によると、まず辻講釈が出たのが始まりで、次々と見世物小屋が建ち、飲み屋ができ、浅草観音付近を思わせるほどの盛り場となった。両国橋東西の広小路には、髪結床や水茶屋といった床見世のほかに、棒手振りや屋台の露店商などが立ち並ぴ、軽業や手品、浄瑠璃、講談などの見世物小屋で賑わった。享保年間には両国広小路の露店売りが常設となり、安政ごろには小屋が建ち並んでいたと思われる。明治時代には卑俗な見世物小屋がたくさんあり、明治初年ごろには阪東村右衛門の芝居（のちの中嶋座）、富田角蔵兄弟の芝居（のちの明治座）、矢場辰の女芝居があり、いずれも粗末な小屋掛けであったが年中大入りであった。明治末には福宝堂の活動写真館「第七福宝館」ができ、両国広小路から薬研堀のあたりまで狭い横丁が縦横にあり、飲酒屋や汁粉屋などあらゆる飲食店が軒を連ねた。
その他の両国広小路に関連する風俗
- うろうろ船
- 水垢離
- 両国花火
- 両国ねこういん坊主

## 繁栄の後
木橋としては1875年（明治8年）12月の架け替えが最後となる。両国駅の開業や両国国技館の開館にともない、両国という地名は次第に東両国を指すようになっていった。1971年には住居表示にともない、中央区の日本橋両国は周囲の日本橋米沢町、日本橋薬研堀町などとあわせ東日本橋と改められ、現在は中央区東日本橋二丁目となっている。一方、墨田区側はすでに1967年、東両国から両国へ改称されている。現在、両国橋西交差点付近に、「両国広小路記念碑」が設けられている。

## 再現
江戸東京博物館には、両国広小路西橋詰の模型が常設展示されており、天保の改革の取締りの記録をもとにした改革前の盛り場の姿を1500体の人形を配置して再現している。
2013年12月には、埼玉県羽生市にある羽生パーキングエリアの商業施設「鬼平江戸処」の内部に、両国広小路の屋台の連なりを再現した立ち食い処が設けられた。